# 増田穣三

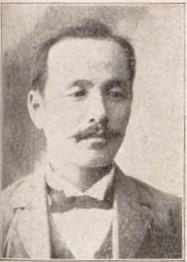
増田穣三

増田 穣三（增田 穰三、ますだ じょうぞう、1858年9月21日（安政5年8月15日）- 1939年（昭和14年）2月22日）は、明治から昭和初期の農業経営者、政治家、華道家。衆議院議員、香川県会議長、香川県仲多度郡七箇村長、華道如松流立華家元。初名は喜代太郎。号は秋峰、洗耳。

## 経歴
讃岐国那珂郡七箇村（香川県仲多度郡七箇村、仲南町を経て現まんのう町）で、増田伝次郎長広の長男として生まれる。1880年（明治13年）9月、家督を相続し、1892年（明治25年）3月に穣三と改名した。頴悟俊敏、日柳三舟、中村三蕪、黒木啓吾などに師事して和漢学を修めた。農業を営む。また、如松斉丹波法橋に師事して華道如松流立華の家元を継承し、多くの弟子を育成した。
1890年（明治23年）七箇村会議員となり、1898年（明治31年）七箇村長に就任。1900年（明治33年）香川県会議員に選出され3期在任し、同参事会員、同副議長、同議長も務めた。また、琴平榎木神野七箇一町三村道路改修組合長、四国縦貫鉄道期成同盟会長も務め、道路建設、鉄道の普及に尽力した。その他、関西教育大会評議員、地方森林会議員に在任した。
1912年（明治45年）5月の第11回衆議院議員総選挙で香川県郡部から立憲政友会所属で出馬して初当選。1915年（大正4年）3月の第12回総選挙では無所属で出馬して再選され、その後、公友倶楽部、憲政会に所属して衆議院議員に連続2期在任した。1915年、大浦事件で検挙され、1916年（大正5年）6月、高松地方裁判所で懲役3か月執行猶予3年の判決を受け、控訴して同年10月、大阪控訴院で懲役3か月執行猶予3年の判決を受けた。これにより勲七等及び大礼記念章を褫奪された。
1939年2月に高松市で死去し七箇村で村葬が執り行われた。